# Кастелнуово Рангоне
Кастелнуово Рангоне је насеље у Италији у округу Модена, региону Емилија-Ромања.
Према процени из 2011. у насељу је живело 8064 становника. Насеље се налази на надморској висини од 74 м.

## Становништво
| 1951. | 1961. | 1971. | 1981. | 1991. | 2001.  | 2011.  |
| ----- | ----- | ----- | ----- | ----- | ------ | ------ |
| 5.326 | 5.243 | 6.315 | 8.633 | 9.683 | 12.096 | 14.116 |